# 미겔 인두라인
미겔 인두라인 라라야(스페인어: Miguel Induráin Larraya, 1964년 7월 16일 ~ )는 스페인의 은퇴한 사이클 선수이다.
인두라인은 비야바의 한 마을에서 태어났다.
9세때부터 14세때까지 달리기, 농구, 창던지기, 축구를 했다. 그 다음 그는 지역 CC 비야베스에 가입했고 1978년 7월에 첫번째 경주를 시작했다.
1984년 로스앤젤레스에서 열린 올림픽에 출전한후 그는 9월 4일에 레이놀즈에서 프로로 전향했다.
그는 프로 선수가 처음으로 출전한 1996년 애틀란타 올림픽때 개인 도로독주에서 우승했다.
인두라인은 현재 팜플로나 근처에 살고있다.